# Bahnhof Bodø
Der Bahnhof Bodø (lulesamisch Bådåddjo) ist ein Bahnhof in der norwegischen Stadt Bodø.

## Geografische Lage
Der Kopfbahnhof ist der nördliche Endbahnhof der Nordlandsbane in Streckenkilometer 728,75 vom Beginn der Kilometrierung in Trondheim sentralstasjon. Er liegt etwas mehr als 400 Meter östlich des Stadtzentrums.

## Geschichte
Der Bau der Bahnstrecke nach Bodø wurde bereits 1923 beschlossen, aber aufgrund des Zweiten Weltkriegs und fehlender finanzieller Mittel erst Anfang der 1960er Jahre fertiggestellt. Am 1. Dezember 1961 begann der Güterverkehr und der erste Personenzug verkehrte am 1. Februar 1962. Eine offizielle Eröffnung fand erst am 7. Juni 1962 durch König Olav V. statt.

## Empfangsgebäude

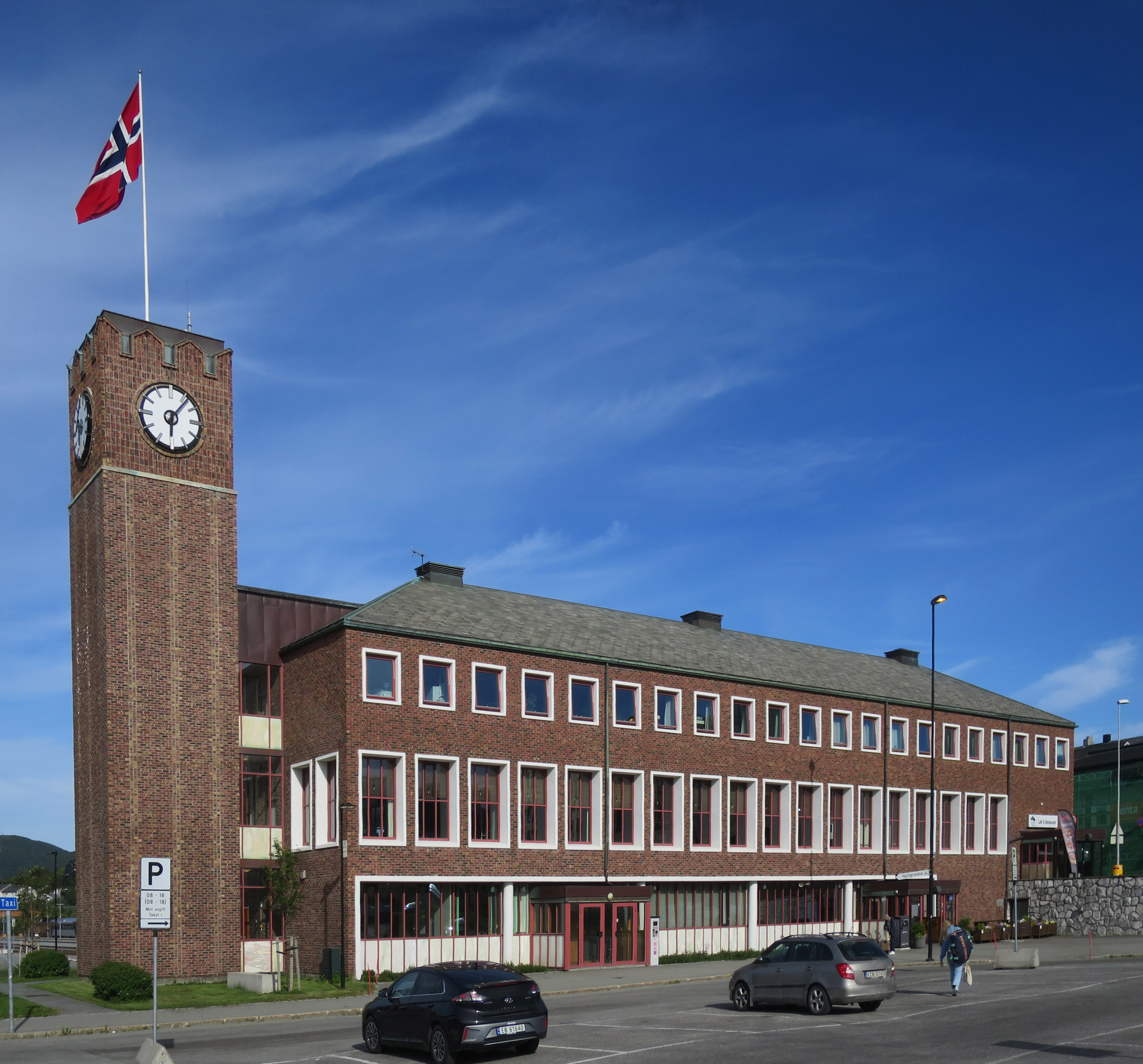
Empfangsgebäude, Straßenseite

Das Empfangsgebäude wurde 1960 mit dem letzten Teilstück der Nordlandsbane aus Beton errichtet und außen in Backstein-Optik gestaltet. Bauherr war die Norwegische Staatsbahn (NSB), entworfen hat es der Architekt Arvid Sundby, der von 1947 bis 1971 Leiter des Bauwesens der NSB war. Das Gebäude steht quer vor dem Kopfbahnsteig, von dem nur ein Bahnsteig mit zwei Bahnsteigkanten abzweigt. Das Gebäude hat einen rechteckigen Grundriss, drei Stockwerke und ein Walmdach. Im Norden des Baukörpers, zum Meer hin, befindet sich ein Treppen- und Uhrturm mit einem Fahnenmast an der Spitze.
Angesichts des übersichtlichen Verkehrsangebots erscheint das Empfangsgebäude für den Bahnbetrieb heute überdimensioniert. 2010 wurde es renoviert und ein Hostel im Gebäude in Betrieb genommen. Besitzer der Gebäude ist Rom Eiendom.
Das Empfangsgebäude wurde am 28. Juni 2016 unter Denkmalschutz gestellt. Der Schutz umfasst das Bahnhofsgebäude und die Güterhalle.

## Verkehr

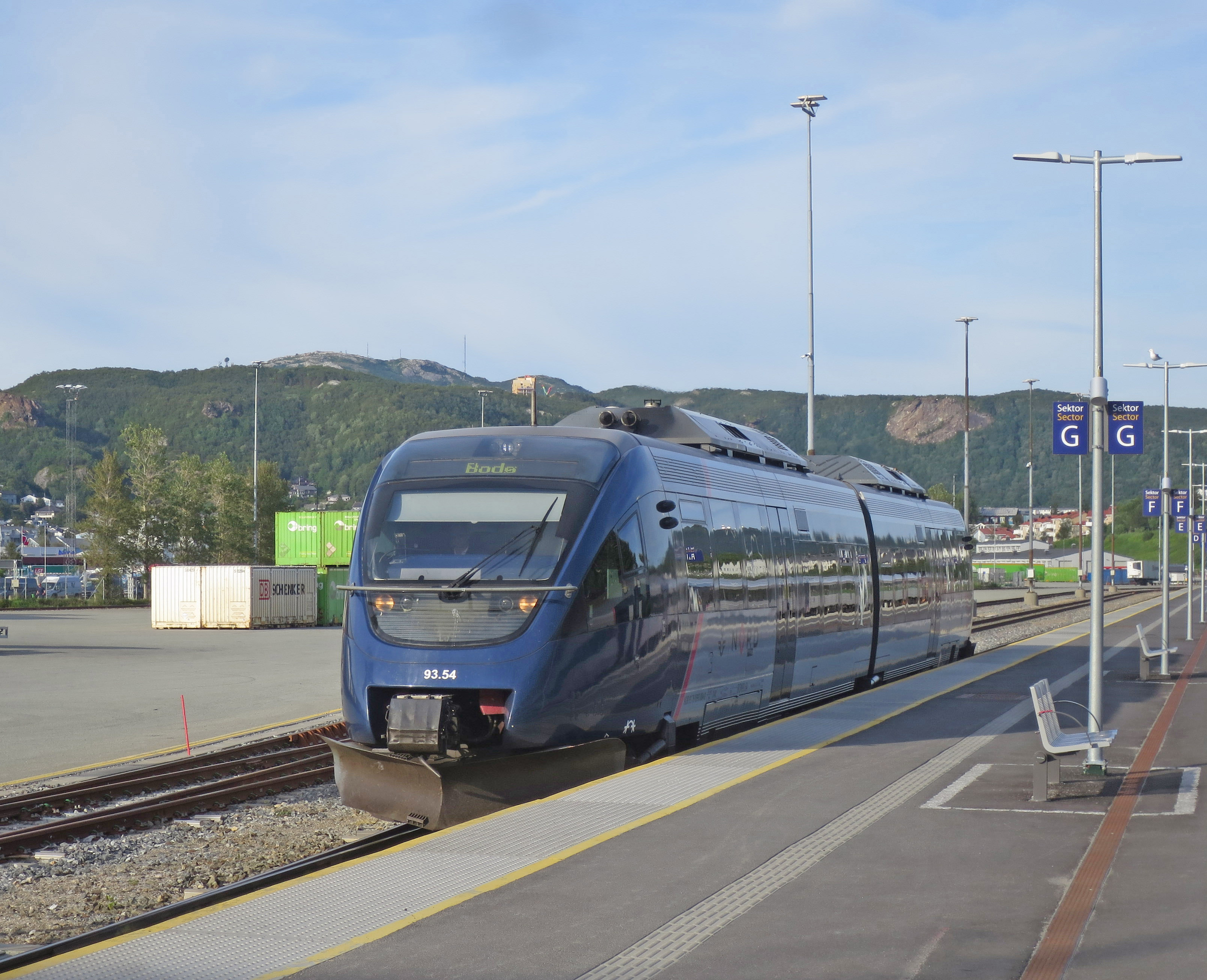
Nahverkehrszug von Rognan am Bahnsteig

Alle Personenzüge, die den Bahnhof Bodø anfahren, werden von SJ Nord betrieben. Die nachfolgenden Angaben beruhen auf dem Fahrplan vom Sommer 2023:
Fernverkehr
Im Fernverkehr besteht eine Verbindung nach Trondheim. Zweimal täglich verkehren Reisezüge, ein Tageszug und ein Nachtzug, letzterer mit Schlafwagen.
Regionalverkehr
Regionalverkehr besteht nach Mo i Rana und Mosjøen. Es verkehren täglich zwei Zugpaare, zusätzlich zu den zwei täglichen Fernzugpaaren.
Nahverkehr
Acht Zugpaare des Nahverkehrs bedienen Fauske und teilweise Rognan. Die Verbindung wird „Saltenpendelen“ genannt. Der Name der Nahverkehrszugverbindung zwischen Bodø und Rognan wurde im Jahr 2000 eingeführt. Die Züge verkehren auf der  80,99 km langen Saltenbane, die im Zeitraum von 1958 (Rognan–Fauske) bis 1962 (Fauske–Bodø) fertiggestellt wurde.